# Подснежник узколистный
Подсне́жник узколи́стный (лат. Galanthus angustifolius ) — вид растений из рода Подснежник.

## Ботаническое описание
Отличается от подснежника белоснежного меньшими размерами всего растения. Эта особенность сохраняется при длительном культивировании.
Число хромосом 2n=24.

## Распространение
Эндемик Кабардино-Балкарии. Растёт на северных склонах, на высоте 700 м над уровнем моря, в зарослях кустарников.

## Систематика
Вид описан Ю. И. Косом в 1948 году из окрестностей Нальчика. По мнению Артюшенко З. Т. он ничем не отличается от Galantus nivalis из Белой Церкви и относится к Galantus nivalis ssp. angustifolius.:60

## Охранный статус
Уязвимый вид. Занесён в Красную книгу России. Вымирает в связи со сбором в декоративных целях.